# یلبولاک‌تاماک
یلبولاک‌تاماک (انگلیسی: Yelbulaktamak) یک شهرک در شهرستان بیژبولیاکسکی باشقیرستان کشور روسیه است.